# Zinky Cohn
Augustus 'Zinky' Cohn (Oakland, 18 augustus 1908 – Chicago, 26 april 1952) was een Amerikaanse jazzpianist en componist.

## Biografie
Cohn speelde tussen 1928 en 1930 in Chicago in het Jimmie Noone's Apex Club Orchestra. Met Noone nam hij tussen 1929 en 1934 talrijke platen op, speciaal voor Vocalion Records. Hij componeerde en arrangeerde ook voor Noone. De Apex Blues (die vroeger werd toegeschreven aan Earl Hines) kwam van Cohn. Cohn was ook in de opnamestudio met Frankie Franko & His Louisianans in 1930 en nam Somebody Stole My Gal op. Begin jaren 1930 was hij ook de leider van een band met de tenorsaxofonist Leon Washington, met wie hij ook opnam. Hij begeleidde ook blueszangers als Georgia White. Eind jaren 1930 leidde hij de Chicago Musicians Union.

## Overlijden
Zinky Cohn overleed in april 1952 op 44-jarige leeftijd.
- Bibliothèque nationale de France: cb141655043 (data)
- International Standard Name Identifier: 0000 0000 4406 9385
- Library of Congress Control Number: no2002001017
- MusicBrainz: 26b7e0fa-3832-4c79-9207-d98998ef1178
- Virtual International Authority File: 51348989
- WorldCat: E39PBJqFQTYdh3HDdQK9vQyGHC